# Bdeogale jacksoni
Bdeogale jacksoni is een zoogdier uit de familie van de mangoesten (Herpestidae). De wetenschappelijke naam van de soort werd voor het eerst geldig gepubliceerd door Thomas in 1894.

## Voorkomen
De soort komt voor in Kenia, Tanzania en Oeganda.